# 大阪市立天王寺図書館
大阪市立天王寺図書館（おおさかしりつてんのうじとしょかん）は、大阪府大阪市にある公立の図書館。
大阪市立図書館のうち天王寺区上之宮町にある地域図書館（分館）。

## 施設概要
- 開館：1985年（昭和60年）4月13日
- 延床面積：1,138.00平方メートル
- 閲覧室：647平方メートル

## 沿革
- 1952年12月1日 - 天王寺公園内に「大阪市立図書館」（本館）として開館。
- 1961年6月29日 - 大阪市立中央図書館の設置に伴い、大阪市立天王寺図書館に改称。中央図書館の分館扱いとなる。
- 1985年4月13日 - 現在地に移転開館。

## 開館時間
- 火曜日 - 金曜日:10時 - 19時
- 土曜日、日曜日、国民の祝日と国民の休日:10時 - 17時

## 休館日
- 月曜日（国民の祝日と国民の休日は開館）
- 毎月第3木曜日（国民の祝日と国民の休日は開館）
- 年末年始
- 蔵書点検期間

## 所蔵
- 図書：101,109冊[1]
- 雑誌：111タイトル
- 新聞：18紙
- ビデオ：647本
- DVD：271枚
- CD：3,165枚
- カセットテープ：262本

（平成31年3月31日現在）

## 貸出
- 1人15冊まで（うち、CD・DVD・カセットは5点まで）15日間[2]

## アクセス
- Osaka Metro（谷町線・千日前線）谷町九丁目駅 南東へ約1km
- 近畿日本鉄道（近鉄）大阪上本町駅南東へ約800m
- 大阪環状線 桃谷駅北東へ約800m